# Judith von Halle
Judith von Halle, född 1972 i Berlin, är en tysk arkitekt, antroposof, föredragshållare och författare. Hon hävdar att hon sedan påskveckan 2004 har haft Jesu stigmata, och att hon sedan dess endast lever på vatten.

## Biografi
Judith von Halle föddes 1972, hon gick på katolskt gymnasium i Berlin, studerade i USA, studerade arkitektur på Hochschule der Künste och Technische Universität i Berlin. Hon utexaminerades som diplomerad ingenjör 1998. Hon arbetade sedan som arkitekt, och var medarbetare i Rudolf-Steiner-Haus i Berlin, där hon (förutom turnéerna) håller föredrag sedan 2001. 2002 gifte hon sig med antroposofen och arkitekten Carl-August von Halle, på vars arkitektbyrå hon arbetat.. 2010 föreläste hon i Sverige om den eteriske Kristus och Jesu moder.
Judith von Halle förklarar sina mystiska erfarenheter med hjälp av antroposofiska termer, men hon är omstridd bland antroposoferna som oftast är motståndare till både katolicism och materiella under. (Förutom stigmata och fasta sedan 2004, anser hon sig bl.a. genom att ha förflyttat sig till Jesu tid kunna läsa "fader vår" på en arameiska som hon anser vara autentisk). De föredrag hon årligen håller för medlemmar i antroposofiska sällskapet bildar underlag för hennes ymniga litterära produktion, i vilken hon förklarar "Kristus-impulsen" och antroposofin.

### Engelska översättningar
- Amazons engelska översättningar
- The Lord's Prayer: The Living Word of God, Temple Lodge Publishing (June 2007), ISBN 1902636856
- And If He Has Not Been Raised...: The Stations of Christs Path to Spirit Man, Temple Lodge Publishing (August 2007), ISBN 1902636880
- Illness and Healing: And the Mystery Language of the Gospels, Temple Lodge Publishing (January 2009), ISBN 1902636988
- The Representative of Humanity: Between Lucifer and Ahriman: The Wooden Model at the Goetheanum, Sophia Books (January 2011), ISBN 1855842394
- Secrets of the Stations of the Cross and the Grail Blood: The Mystery of Transformation, Temple Lodge Publishing (January 2008), ISBN 1902636899